# Abtei Gaussan
Die Abtei Gaussan (franz. Abbaye Notre-Dame de Gaussan) war von 1994 bis 2008 ein französisches Kloster der Benediktiner südwestlich Bizanet, Département Aude, Bistum Carcassonne-Narbonne. Die Gemeinschaft ist 2008 umgesiedelt in die Abtei Unsere Liebe Frau von Donezan, in Carcanières im Donezan.

## Geschichte

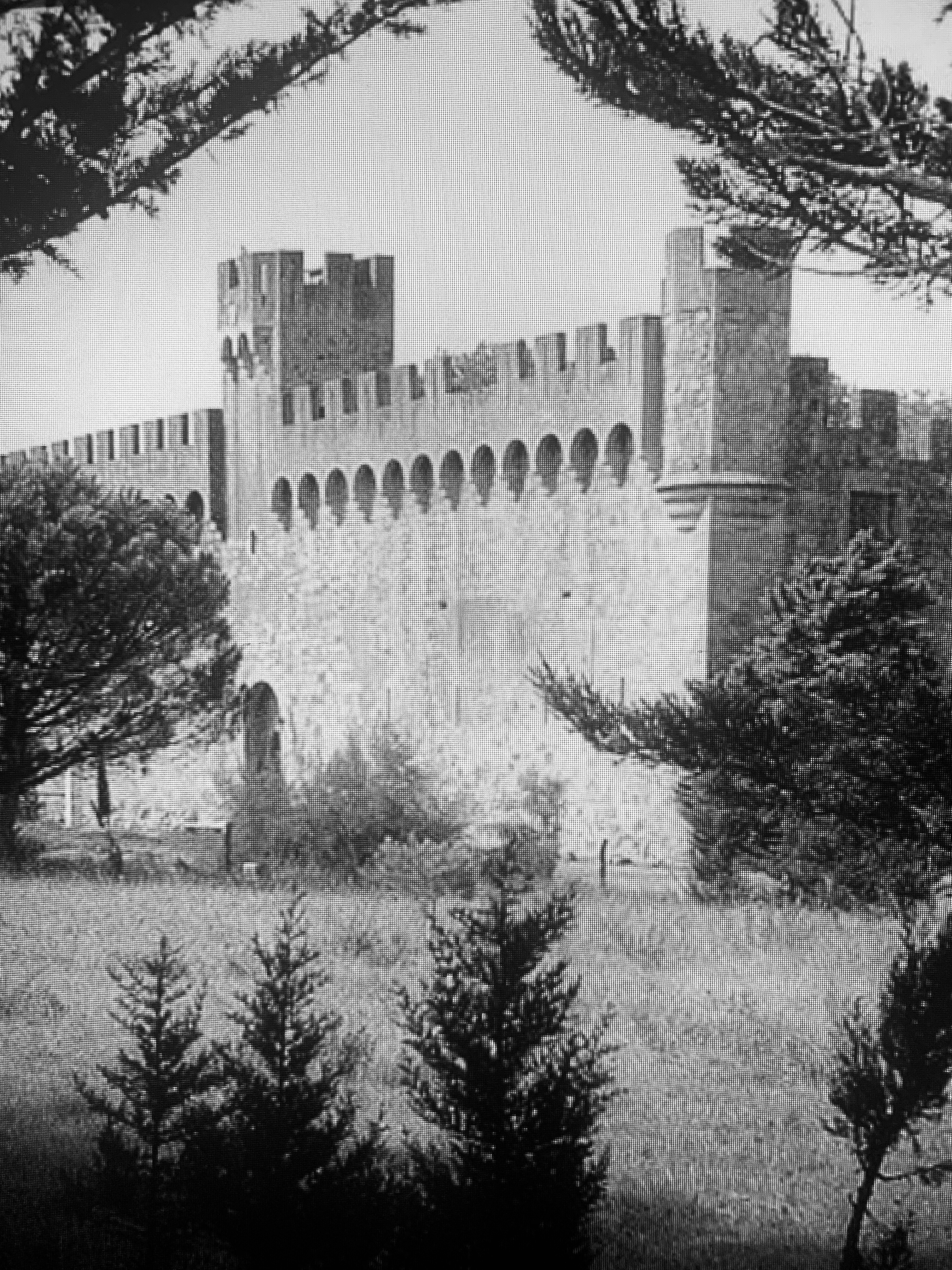
Festungsartige Außenmauern der Abtei Gaussan

Der Ort Gaussan gehörte seit 1178 dem Zisterzienser-Priorat Sainte-Eugénie von Peyriac-de-Mer. Er wurde in der Folge Grangie der Abtei Sainte-Marie de Fontfroide und festungsartig ausgebaut. Nach Schließung durch die Französische Revolution gingen die Gebäude (bekannt als Château Gaussan) in private Hände über und waren Hotel, als die Benediktiner der Abtei Fontgombault sie 1994 übernahmen und das Kloster Notre-Dame de Gaussan gründeten, das 2004 zur Abtei erhoben wurde. Schon wenige Jahre später trieb die fehlende Abgeschiedenheit die Mönche zum Wechsel in die Neugründung Abbaye Notre-Dame de Donezan in Carcanières, östlich Quérigut, Département Ariège, Bistum Pamiers. Dort sind die Gebäude (unweit der Grenze zum Département Aude, in 1300 m Höhe) erst im Aufbau, doch steht der Kirchenbau vor dem Abschluss (2018). In Gaussan betreibt Kloster Donezan weiterhin ein Weingut, das zum Verkauf ansteht. Der Konvent gehört zur Benediktinerkongregation von Solesmes.
Äbte:
- seit 2004: Marc Doat